# Chroicocephalus maculipennis

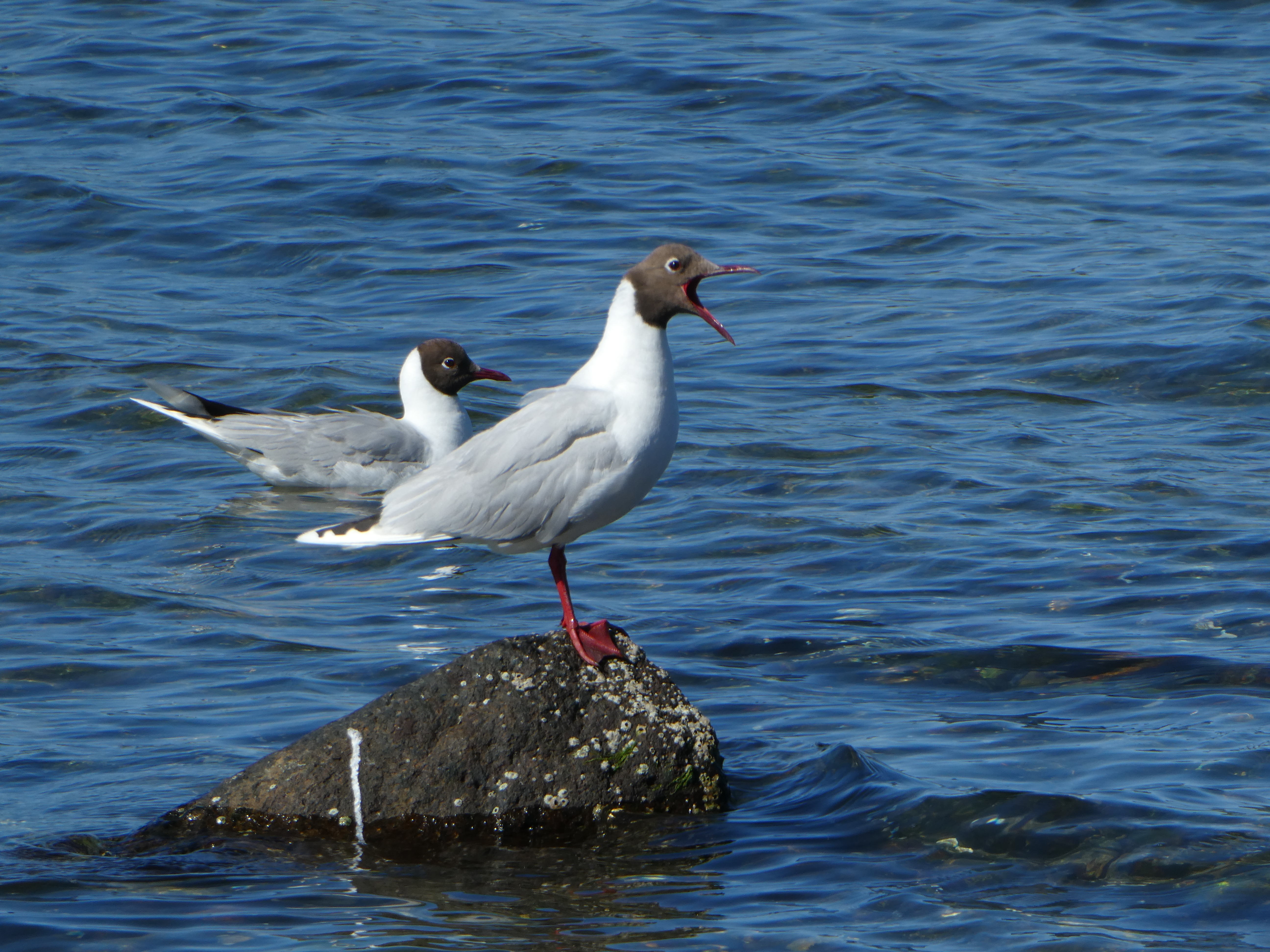
Gaviota cáhuil, o chelle, en Aucar, Isla Grande de Chiloé.

La gaviota capucho café o gaviota capuchina (Chroicocephalus maculipennis) es una especie de ave Charadriiforme de la familia Laridae que se halla en el sur de América del Sur.

## Nombres vulgares
Tanto en la Argentina, como en el Uruguay, y en el Paraguay, el nombre generalizado es gaviota capucho café (en parte de Argentina, también como gaviota capuchina). 
En Chile, en cambio, se la denomina: gaviota cáhuil, caulle, chelle, o gaviotín.

## Distribución
Habita desde el sur de Brasil y Uruguay pasando por el centro y sur de Chile y casi toda la Argentina hasta las islas australes sudamericanas, en la totalidad de los archipiélagos de Tierra del Fuego y de las Malvinas. En invierno, las poblaciones australes migran al norte, llegando a la costa del sudeste brasileño, al Paraguay, al norte de Chile, y ocasionalmente al litoral del Perú y a las islas Georgias del Sur y Sandwich del Sur.

## Características
Tiene la cabeza y la garganta pardas oscuras con semicírculo blanco en la parte trasera del ojo, mientras que el cuello, pecho y abdomen son blancos. Su dorso y alas cobertoras son grises, sus alas primarias blancas, algunas con punta negra, y las alas secundarias grises. Posee un pico rojo oscuro, al igual que sus patas. Puede confundirse con la gaviota de Franklin.

## Hábitat y alimentación
Su hábitat natural son pantanos, lagos de aguas dulces, aguas marinas costeras, pasturas, y manglares. Tiene la costumbre de volar hacia los prados y potreros de zonas interiores, especialmente hacia los campos recién arados en busca de las lombrices y larvas que aparecen al mover la tierra. También se acercan a los mataderos o frigoríficos para alimentarse de los desperdicios de éstos; costumbre similar al de la gaviota dominicana, pero sin atacar a las crías de ovejas. También come insectos, crustáceos, carroña y peces.

## Reproducción

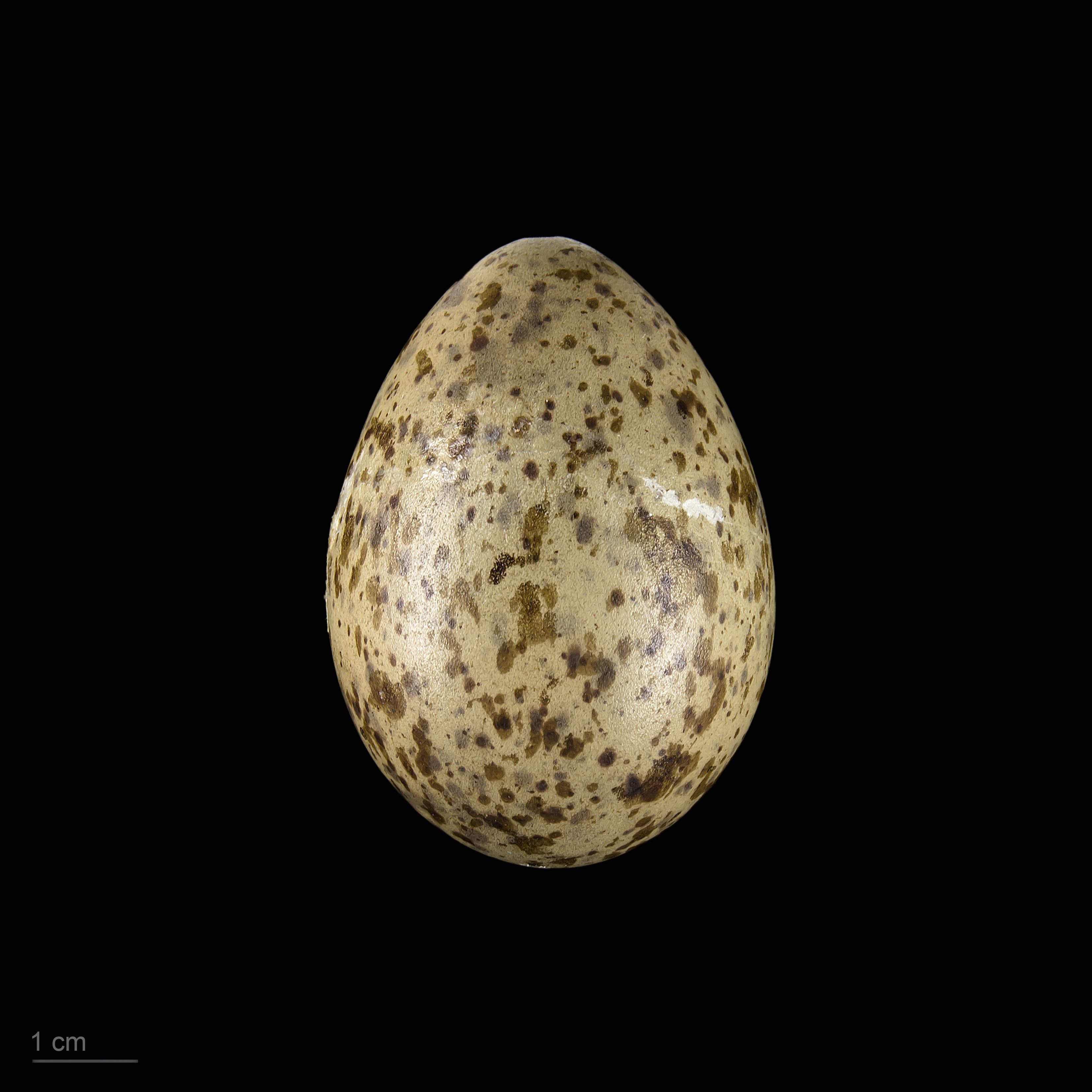
Chroicocephalus maculipennis - MHNT

Anida en colonias, entre noviembre y enero, entre los juncales o pajonales al borde de lagunas o en las islas de lagunas o ríos; de preferencia cerca de la costa; en nidos flotantes y voluminosos, hechos de juncos y otras plantas acuáticas. Coloca entre 2 y 4 huevos de color entre café con leche y amarillo oliváceo con gruesas pintas y manchas oscuras. Los huevos miden 52 mm x 37 mm aproximadamente. Su alimentación preferida en época de crianza son los peces. El pato Heteronetta atricapilla deja sus huevos en los nidos de chelle para que sean empollados.